# American Megatrends
Pour les articles homonymes, voir AMI.
American Megatrends Inc. (AMI) est une compagnie informatique spécialisée dans le hardware et firmware pour PC. Elle a été fondée en 1985 par son actuel PDG et président, Subramonian Shankar.
American Megatrends a été l'un des pionniers dans le stockage informatique avec par exemple les controlleurs RAID, AMI RAID ayant même été numéro un mondial dans la production de cartes RAID entre 1995 et 2000. La division RAID d'AMI a été acquise en 2001 par LSI Logic.
Selon AMI, ces derniers font fonctionner plus de 70% des serveurs web avec leur solution de BIOS (nommée Aptio).
La gamme de produits d'American Megatrends comprend des BIOS, des logiciels de diagnostic, des systèmes intégrés, des systèmes de stockage, des cartes mères...
AMI a également réalisé les progrès suivants :
- Premier à bâtir des cartes mères basées sur les processeurs Intel 386 et 486.
- Premier à supporter l'USB.
- Premier à construire et employer un système comprenant quatre processeurs Xeon.
- Premier à intégrer des diagnostics et à supporter l'ACPI